# Marcel Derny
 (juin 2021).
Si vous disposez d'ouvrages ou d'articles de référence ou si vous connaissez des sites web de qualité traitant du thème abordé ici, merci de compléter l'article en donnant les références utiles à sa vérifiabilité et en les liant à la section « Notes et références ».
Marcel Derny est un sculpteur et dessinateur animalier, grand maître d'Art Céramique, né le 3 janvier 1914 dans le 14e arrondissement de Paris et mort le 29 avril 2003 à Clamart.

## Biographie
Marcel Louis Derny est élevé dans la Sarthe jusqu'à ses sept ans puis en Algérie jusqu'à ses seize ans.
C'est grâce à sa première exposition au musée des Orientalis d'Alger en 1928 qu'il gagne son premier prix, Paul Belmondo directeur de l’École nationale supérieure des beaux-arts à Paris lui demande de venir le rejoindre comme élève de 1931 à 1934.
Diplômé de l’école, il entre en 1934 à la Manufacture nationale de Sèvres en présentant un Ours polaire. Il prend sa retraite en 1976. Il crée de nombreuses sculptures animalières en grès émaillé et collabore avec de grands artistes tels que : André Bizette Lindet, Jean Dunand, Gabriel Fourmaintraux, Alfred Auguste Janniot, Jean Mayodon, Paul Niclausse, Édouard-Marcel Sandoz, Louis Touchagues, Ossip Zadkine, ainsi qu'avec son grand ami mouleur Pierre Romain. 
Plusieurs de ses œuvres se trouvent au musée national de Céramique de Sèvres, mais aussi au Musée des Années Trente de Boulogne-Billancourt (espace Landowski), au musée des Arts décoratifs de Paris, au musée d'art et d'industrie la piscine à Roubaix, au musée du Quai Branly - Jacques-Chirac, au musée du château de Ville-d'Avray.
Il devient professeur honoris causa, médaille d'Or, en disciplines humanistes de l'Interamerican University of Humanistic Studies (Calvatone - Cremona en Italie) en 1997, décorée par la ville de Sèvres de la médaille d'honneur en 1997, et honoré par le Japon du titre de « trésor vivant » en 1999[réf. nécessaire].
Marcel Derny repose au cimetière de Sèvres à côté de sa femme Marie-Cécile Derny et non loin de l'une de ses dernières Œuvres : le monument aux morts.
Quinze ans après sa mort, les expositions de ses œuvres par des galeries réputées sont commentées.

## Distinctions
Marcel Derny reçoit les Palmes académiques en 1952, le titre de chevalier des Arts et des Lettres en 1976, celui d'officier des Arts et des Lettres en 1982.